# Ивангород (Запорожская область)
Ивангород (укр. Івангород) — село,
Августиновский сельский совет,
Запорожский район,
Запорожская область,
Украина.
Код КОАТУУ — 2322180403. Население по переписи 2001 года составляло 32 человека.

## Географическое положение
Село Ивангород находится на расстоянии в 2,5 км от сёл Августиновка, Червоный Яр и Новопетровка.
По селу протекает пересыхающий ручей с запрудой.

## История
- 1930 год — дата основания.